# مارسيو فرانكا
مارسيو فرانكا هو محامي وسياسي برازيلي، ولد في 23 يونيو 1963 في ساو فيسنتي، ساو باولو في البرازيل. نشط حزبياً في الحزب الاشتراكي البرازيلي. وقد انتخب حاكم ولاية ساو باولو ‏ (6 أبريل 2018 – 2019) وانتخب النائب الاتحادي لساو باولو ‏ (1 فبراير 2007 – 2011).

## وصلات خارجية
- الموقع الرسمي